# Dorcadion pseudonobile
Dorcadion pseudonobile là một loài bọ cánh cứng trong họ Cerambycidae.